# Lotti Ohnesorge
Lotti Ohnesorge (née en 1945) est une présentatrice et speakerine allemande.
Elle entre en 1973 à la Bayerischer Rundfunk. Elle est d'abord journaliste radio pour Bayern 3 puis l'année suivante présente les annonces à la radio et à la télévision.
Elle fait connaître le vote de l'Allemagne au Concours Eurovision de la chanson de 1979 à 1982 et en 1988. Elle commente (avec Christoph Deumling) le Concours Eurovision de la chanson 1987 pour l'ARD.
Depuis 2003, elle est directrice des programmes de Bayern 2.